# Pascha Aeternam

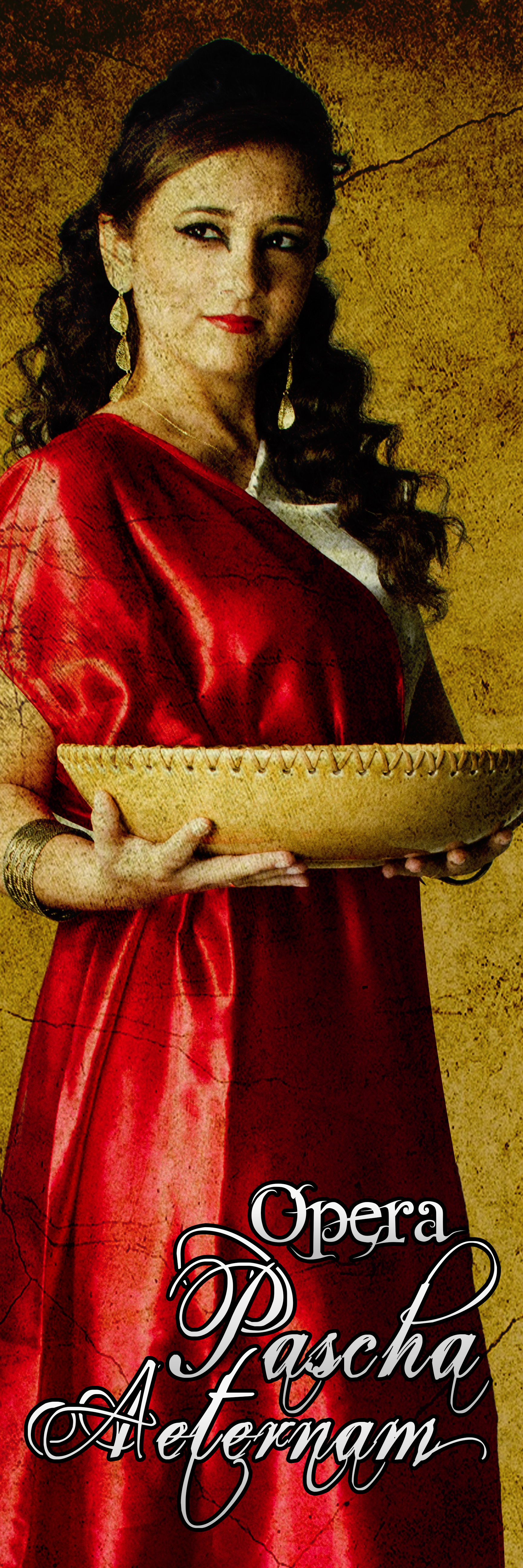
Luana Nunes como Romana na estreia da ópera.

Pascha Aeternam é uma ópera que retrata a Paixão de Cristo, desde a sua entrada triunfal em Jerusalém até a sua ressurreição.
Com libretto em Latim e Português escrito por Samuel Quinto, FRSA   e André Lamas Leite  é baseada na Sinfonia nº1 em Lá Bemol Maior em 4 movimentos, e teve sua estreia no Teatro Municipal Dix-Huit Rosado  no Rio Grande do Norte.

## Adaptação
A Sinfonia nº1 em Lá Bemol Maior, foi composta para orquestra sinfônica clássica, coro e solistas, composta em 2011 por Samuel Quinto em 4 movimentosː Vivo, Moderato, Grande Valsa e Vivace. Da necessidade de apresentar em formato de ópera surgiu então o libretto com texto a princípio somente em Latim, porém após pesquisas Samuel Quinto notou em várias composições cantadas, em especial a ópera, que tais textos eram frequentemente elaborados em dois idiomas, que eram a língua nativa do compositor e uma língua clássica, optando Samuel Quinto e André Lamas Leite pelo Latim.

## Movimentos
- Vivo - o primeiro movimento é constituído por cinco atos, cuja estrutura dá-se de forma fluente e rápida possibilitando a criação de cenas movimentadas, cheias de uma expectativa vívida. Seus pontos máximos se dão no solo de piano, o qual, a partir de amplos recursos técnicos, impõe um ritmo frenético e alucinante a ópera, e ao fim do quarto e quinto ato, os quais usam de expressões polifônicas, líricas e acordes diminutos.
- Moderato - constituído por um ato único. Inspirado no Requiem de Mozart, este é uma marcha fúnebre. Nele, percebe-se a atenuação no ritmo da sinfonia, pontuando-a com melodias em tonalidade menor de anunciação a partir do uso de trompas e explorando a fluência melódica com as cordas, permitindo assim, vínculo com o Ballet, o qual fundamenta-se numa dança contemporânea desconstruída, intensificando a densa atmosfera circundante. O seu ponto máximo se dá na crucificação e morte de Jesus, na qual há o fechamento do movimento com a modulação para tonalidade maior, expressando a quebra de um grand finale sombrio incitando votos de esperança aos cristãos.
- Grande Valsa - o terceiro movimento é constituído por 5 atos, influenciado por Tchaikovsky e Brahms. Este movimento é visto como uma rapsódia vienense polirrítmica, pois possui orquestração, apesar de complexa, leve e brilhante. O ponto máximo deste movimento não se concentra num único ato, mas na flutuação interacional entre orquestra e solistas bem como na encenação, pois a partir da introdução de acordes suaves e dançantes ao piano, há inserção de ballet clássico complementando o intuito de renovar as esperanças dos fiéis, em virtude do anúncio que Cristo ressuscitado está.
- Vivace - este movimento é constituído por 2 atos. Nota-se a influência britânica, bem como o jogo criado pelas cordas e os instrumentos de sopro, especialmente as madeiras, e também a dinâmica entre os naipes do coro. O primeiro ato é uma convocação aim de proclamar o evangelho. No segundo ato, percebe-se veementemente a influência de Haendel; o seu início dá-se com o coro a capella em cânone, apoiado principalmente no agudo dos sopranos, promovendo a exaltação do Messias em virtude do seu triunfo sobre a morte.

## Cenas

### Primeiro Movimento
1. Ato - Entrada triunfal de Jesus em Jerusalém

1. Ato - Expulsão dos vendedores do templo
2. Ato - Traição de Judas e prisão de Jesus
3. Ato - Negação do apóstolo Pedro
4. Ato - Multidão pede a libertação de Barrabás

### Segundo Movimento
1. Ato único - Via Crucis

### Terceiro Movimento
1. Ato - A descoberta de Marta e Maria
2. Ato - A dúvida de Tomé
3. Ato - Confirmação de Pedro e João
4. Ato - Aparição de Jesus
5. Ato - Ascensão de Jesus

### Quarto Movimento
1. Ato - Júbilo em Jerusalém
2. Ato - Aleluia

## Libretto

### Primeiro Movimento
Multidão - Bendito que vem em nome do Senhor, bendito que vem em nome do Senhor. Hosana ao rei Jesus.
Jesus - Auferte ista inc, auferte ista inc - Traduçãoː Tirem isto daqui.
Judas - Salve Mestre, salve Mestre.
Jesus - Meu amigo para que vieste? Meu amigo para que vieste? Meu amigo para que vieste aqui?
Soldados - Levem-noǃ

Pedro - Não o conheço, não o conheço, quia nescio hominem isto quem dicitis - Traduçãoː Eu não conheço este homem de quem vocês falam.

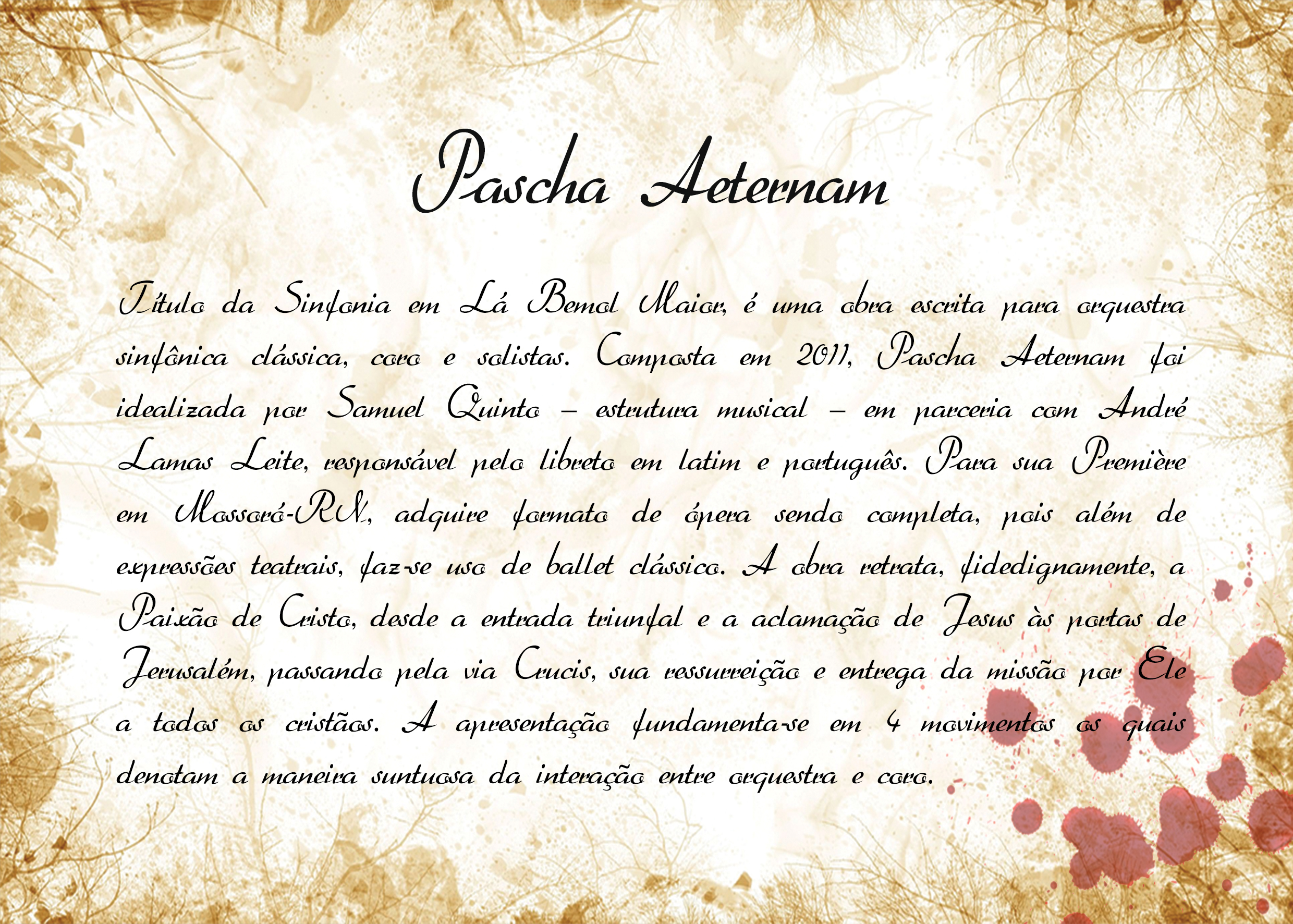
Encarte libretto

Multidão - Barrabás, Barrabás, dimite nobis Barrabás - Traduçãoː Libertem-nos Barrabás.

### Segundo Movimento
Coro - Cada passo é sofrimento mas em ti há redenção. Cada passo é sofrimento mas em ti há redenção.
Jesus - Pai amado é tanta dorǃ
Coro - Eis o cálice oh Salvador. Dor, dor, dor, Salvador, Salvador, Salvador.
Jesus - Pai amado é tanta dorǃ
Coro - Calvaria proximum est, calvaria proximum est, calvaria proximum est. In cruces salus et caritas - Traduçãoː O calvário está próximo. Na cruz há salvação e amor.
Coro - Jesus Nazareno, rei dos judeus. Jesus Nazareno, rei dos judeus. Jesus Nazareno, rei dos judeus. Crucificai-o, crucificai-o, crucificai o rei dos judeus.
Jesus - Pai amado é tanta dorǃ
Coro - Eis o cálice oh Salvador.
Coro - Calvaria proximum est, calvaria proximum est, calvaria proximum est. In cruces salus et caritas.
Jesus - Pai em tuas mãos entrego o meu espírito, entrego o meu espírito.
Coro - Consumatum est, consumatum est, comsumantum est. - Traduçãoː Consumado está.
Coro - Jubilosa graça do Paiǃ

### Terceiro Movimento
Marta e Maria - Christus resurexit est, Christus resurexit est. - Traduçãoː Cristo ressuscitou.
Marta e Maria - A pedra rolou, restaram as vestes, um anjo anunciou, ressuscitou o Salvador. Salvator resurexit. Resurexit Iesu. Consumaretur Scriptura. - Traduçãoː Salvador ressureto. Jesus ressureto. Cumpridas estão as Escrituras.
Tomé - Ego non credam, eu não creio, eu não creio. - Traduçãoː Eu não creio.
Discípulos, Marta e Maria - A pedra rolou, restaram as vestes, um anjo anunciou, ressuscitou o Salvador. Salvator resurexit. Resurexit Iesu. Consumaretur Scriptura. - Traduçãoː Salvador ressureto. Jesus ressureto. Cumpridas estão as Escrituras.
Jesus - Eis pax vobis. Eis pax vobis. Infer digitum huc et vide manus meas et adfer manum tuam et mitte in latus meum. Noli esse incredulus sed fidelis. - Traduçãoː Paz seja convosco. Paz seja convosco. Põe o teu dedo aqui e olha as minhas mãos, traze a tua mão e coloque-a em meu lado. Não sejas incrédulo mas crente.
Multidão - Christus resurexit est, Christus resurexit est. - Traduçãoː Cristo ressuscitou.

### Quarto Movimento
Coro - Vinde povos, vive em nós o Salvador. Vinde povos, proclamemos venceu a morte o Rei dos reis. Vinde povos, louvemos o Salvador. Exultemos o nosso Redentor. Venceu a morte o Rei dos reis. Ressuscitou o Salvador. Ressuscitou o Salvador. Ressuscitou o Salvador. O Salvador. O Salvador. O Salvador. O Salvador. O Salvador. O Salvador. Ressuscitou o Salvador Jesus.
Coro - Aleluia.
Todo artigo deve ter referências ou fontes para comprovar a informação. Para adicionar uma referência, só adicionar:  ou se é para um website ou sítio: 
Para ver como seu artigo está antes de publicá-lo, clique no botão Mostrar previsão. Se tudo estiver pronto, clique então em Salvar página ou Gravar página para publicar seu artigo!

## Orquestração
- 2 flautas
- 2 oboés
- 2 clarinetes Bb
- 2 fagotes
- 4 trompas
- 3 trompetes
- 2 trombones
- 1 trombone baixo
- tímpanos
- 1 caixa
- cymbals
- 1 harpa
- piano
- Instr.: de Cordas: violinos (primeiros e segundos), violas, violoncelos e contrabaixos
- SATB

## Solistas
Jesus - Barítono
Pedro - Tenor
Maria - Soprano
Marta - Mezzo-soprano
Tomé - Tenor
Judas - Baixo